# ココロ銀河
『ココロ銀河』（ココロぎんが）は2007年7月4日にリリースされた渡辺美里の17枚目のオリジナル・アルバム。

## 解説
シンガーソングライターの川村結花、渡辺のライブにキーボーディストとして参加している斎藤有太、詩人の血のメンバーであった渡辺善太郎、桑村達人、近藤薫が本作から参加している。
シングル「おねがい太陽〜夏のキセキ〜」カップリング曲「What a Wonderful World」は未収録。
「KISS & CRY」は名鉄不動産のCMソングに使われた。「KISS & CRY」の本来の意味は、フィギュアスケート選手が演技終了後に得点発表を待つエリアのことで、CMではフィギュアスケート選手の浅田舞がスケート演技を披露している。

## 収録曲
| 全作詞: 渡辺美里（except #11 作詞：川村結花）。 |                                             |                                         |           |            |      |
| #                                               | タイトル                                    | 作詞                                    | 作曲      | 編曲       | 時間 |
| 1.                                              | 「その手をつないで」                        | 渡辺美里（except #11 作詞： 川村結花 ） | 伊秩弘将  | 有賀啓雄   | 5:09 |
| 2.                                              | 「KISS&CRY」                                | 渡辺美里（except #11 作詞： 川村結花 ） | 桑村達人  | 渡辺善太郎 | 4:52 |
| 3.                                              | 「私のカルテ」                              | 渡辺美里（except #11 作詞： 川村結花 ） | 斎藤有太  | 有賀啓雄   | 5:02 |
| 4.                                              | 「ココロ銀河」                              | 渡辺美里（except #11 作詞： 川村結花 ） | 川村結花  | 渡辺善太郎 | 4:22 |
| 5.                                              | 「熱情」                                    | 渡辺美里（except #11 作詞： 川村結花 ） | 斎藤有太  | 有賀啓雄   | 5:18 |
| 6.                                              | 「青い鳥」                                  | 渡辺美里（except #11 作詞： 川村結花 ） | 川村結花  | 有賀啓雄   | 4:33 |
| 7.                                              | 「輝く道」                                  | 渡辺美里（except #11 作詞： 川村結花 ） | 桑村達人  | 桑村達人   | 4:31 |
| 8.                                              | 「夏だより」                                | 渡辺美里（except #11 作詞： 川村結花 ） | 近藤薫    | 渡辺善太郎 | 4:12 |
| 9.                                              | 「Cosmic Girl」                             | 渡辺美里（except #11 作詞： 川村結花 ） | 有賀啓雄  | 有賀啓雄   | 4:51 |
| 10.                                             | 「風待草〜かぜまちぐさ〜」                  | 渡辺美里（except #11 作詞： 川村結花 ） | 有賀啓雄  | 有賀啓雄   | 5:04 |
| 11.                                             | 「また、明日」                              | 渡辺美里（except #11 作詞： 川村結花 ） | 川村結花  | 有賀啓雄   | 5:10 |
| 12.                                             | 「おねがい太陽〜夏のキセキ〜（album mix）」 | 渡辺美里（except #11 作詞： 川村結花 ） | 伊秩弘将  | 高橋利光   | 5:28 |
| 合計時間:                                       | 合計時間:                                   | 合計時間:                               | 合計時間: | 58:32      |      |

## クレジット

### 参加ミュージシャン
| その手をつないで - Drums：屋敷豪太 - E.Bass：有賀啓雄 - E.Guitar：佐橋佳幸 - A.Piano：斎藤有太 - T.Sax&Sarrusophone：山本拓夫 - Strings：金原千恵子ストリングス - Background Vocal：Misato KISS&CRY - Drums：河村智康 - Trumpet：荒木敏男 - Trombone：広原正典 - T.Sax&Flute：包国充 - Strings：後藤勇一郎ストリングス - All Other Instruments：渡辺善太郎 - Background Vocal：Misato 私のカルテ - Drums：鎌田清 - E.Bass：有賀啓雄 - A.Guitar,E.Guitar＆Pedal Steel：佐橋佳幸 - A.Piano：斎藤有太 - Strings：金原千恵子ストリングス - Background Vocal：Misato ココロ銀河 - Drums：河村智康 - A.Piano：柴田俊文 - All Other Instruments：渡辺善太郎 - Background Vocal：Misato 熱情 - Drums：松永俊弥 - E.Bass：有賀啓雄 - A.Guitar&E.Guitar：佐橋佳幸 - A.Piano&Organ：斎藤有太 - Trumpet：西村浩二 - Trombone：村田陽一 - T.Sax&B.Sax：山本拓夫 - A.Sax：竹野昌邦 青い鳥 - Drums：屋敷豪太 - E.Bass：有賀啓雄 - A.Guitar&E.Guitar：佐橋佳幸 - A.Piano：斎藤有太 - Background Vocal：Misato | 輝く道 - Drums：宮川剛 - E.Bass：鹿島達也 - A.Piano：高橋利光 - Trumpet：斉藤幹雄 - Trombone：望月誠人 - T.Sax：山本一 - All Other Instruments：桑村達人 - Background Vocal：Misato 夏だより - Drums：河村智康 - E.Bass：山本タカシ - A.Piano：斎藤有太 - Strings：後藤勇一郎ストリングス - All Other Instruments：渡辺善太郎 - Background Vocal：Misato Cosmic Girl - Drums：屋敷豪太 - E.Bass：有賀啓雄 - E.Guitar：佐橋佳幸 - Wurlitzer&Organ：斎藤有太 - A.Sax：竹野昌邦 - Background Vocal：Misato 風待草〜かぜまちぐさ〜 - Drums：松永俊弥 - E.Bass：有賀啓雄 - A.Guitar&E.Guitar：佐橋佳幸 - A.Piano&Organ：斎藤有太 - Background Vocal：Misato また、明日 - Drums：屋敷豪太 - E.Bass：有賀啓雄 - A.Guitar&E.Guitar：佐橋佳幸 - A.Piano&Organ：斎藤有太 - Background Vocal：Misato おねがい太陽〜夏のキセキ〜（album mix） - E.Bass：有賀啓雄 - E.Guitar：佐橋佳幸 - T.Sax：山本拓夫 - All Other Instruments：高橋利光 - Background Vocal：Misato |

### スタッフ
- Produced: 渡辺美里
- Produced: 有賀啓雄(#1,3,5,6,9,10,11)
- Mixing Engineer: 飯尾芳史(#1,3,5,6,9,10,11), 渡辺省二郎(#2,4,7,8,12)
- Recording Engineer: 飯尾芳史(#1,3,5,6,9,10,11), 渡辺省二郎(#2,4,7,8,12), 田中俊介(#2,4,7,8), 伊東俊郎(#12)
- Mastered: Ted Jensen
- A&R Producer: 岡田宣
- Director: 鈴木陽介
- A&R: おおさわまこと
- Art Direction, Desgin: 石川絢士
- Photography: 大川直人
- Executive Producer: 小林和之

## リリース履歴
| No. | 日付          | レーベル     | 規格        | 規格品番   | 最高順位 | 備考 |
| --- | ------------- | ------------ | ----------- | ---------- | -------- | --- |
| 1   | 2007年7月4日  | Epic Records | CD          | ESCL-2957  | 24位     | |
| 2   | 2010年8月25日 | Epic Records | Blu-spec CD | ESCL-20057 |          | CD-BOX『Misato Watanabe 25th Anniversary Album Box-Wonderful Moments 25th-』 （完全生産限定盤）収録。紙ジャケット。 |